# Menceyato de Tegueste
El menceyato de Tegueste era una las nueve demarcaciones territoriales en que los guanches tenían dividida la isla de Tenerife, Canarias, en la época de la conquista por parte de la Corona de Castilla, en el siglo xv.

## Toponimia
Según algunos investigadores, el término, de procedencia guanche, podría traducirse como 'húmeda'.
En la documentación contemporánea a la colonización aparece también escrito con las variantes Tegeste y Teguexte.
Actualmente, se piensa que el topónimo Tegueste esté relacionado con Tagaste, ciudad del norte de África en donde nació San Agustín de Hipona y centro de la cultura amazigh.

## Características
El dominio de este menceyato, situado en el nordeste de la isla, ocupaba toda la extensión del valle de Tegueste, el valle de Guerra, la zona del macizo de Anaga comprendida entre las estribaciones noroccidentales del macizo y el barranco del Río. El área pastoril correspondiente al menceyato se ubicaba en la amplia vega de La Laguna y los llanos de Los Rodeos. Esta superficie, que abarcaba unos 35 km², se corresponde con los modernos términos municipales de Tegueste y gran parte de San Cristóbal de La Laguna.
Tegueste limitaba al este con el bando de Anaga, del que quedaba separado por la divisoria de aguas entre los valles de Taborno y del Río hasta la montaña Cruz de Taborno, siguiendo por el Monte de Las Mercedes y las elevaciones que cierran la vega de La Laguna por el este hasta San Roque y desde aquí por el barranco de la Carnicería; al sur limitaba con Güímar en su área de pastoreo estival, situándose los límites en el llano entre la vega de La Laguna y el inicio de la dorsal de Pedro Gil. Por último, limitaba al oeste con el menceyato de Tacoronte, separados por una línea que, partiendo de la punta del Viento en la costa, asciende hasta las montañas de La Atalaya y La Caldera y bordea el área de Los Rodeos.
Investigaciones modernas apuntan una población de 900 habitantes para el menceyato en el momento de la conquista, con una esperanza de vida al nacimiento de entre 35 años, siendo la más alta del conjunto de menceyatos de la isla.

### El «señorío/achimenceyato» de Punta del Hidalgo
El territorio de la Punta del Hidalgo, perteneciente según algunos autores al menceyato de Tegueste, parece haber constituido un enclave con cierta autonomía en el momento de la conquista.

## Menceyes
Los reyes o menceyes conocidos fueron bautizados por los historiadores como Tegueste I, primer soberano del menceyato, y Tegueste II, que era mencey durante la conquista.
Para el primer líder del señorío de Punta del Hidalgo dan los historiadores los nombres de Aguahuco o Guahuco, hijo bastardo del último mencey único de la isla, y Zebenzuí, quien gobernaba durante la conquista.

## Historia
El menceyato surge como tal a finales del siglo xiv tras la división de la isla en nueve bandos a la muerte o vejez del último mencey único de Tenerife.
En 1464, el mencey de Tegueste está presente durante la simbólica toma de posesión de la isla por el Señor de las Canarias, Diego García de Herrera.
Cuando Alonso Fernández de Lugo desembarca en mayo de 1494 con las tropas conquistadoras, Tegueste se alía con los otros menceyatos del norte de la isla en contra de la invasión, formando de los llamados bandos de guerra durante la conquista.
A finales de ese mes de mayo tiene lugar la derrota de los conquistadores en la denominada matanza de Acentejo, tras la cual Lugo se retira a Gran Canaria. En enero de 1495 regresan los conquistadores a Tenerife, construyendo un segundo real en la zona de Gracia, dentro del menceyato de Tegueste. El 14 de noviembre tiene lugar en tierras del menceyato la conocida como batalla de la Laguna, en la que son derrotados los guanches y muertos sus principales caudillos.
Durante el invierno de 1495-96, replegado el ejército conquistador en sus reales, se producen numerosas razias y operaciones de castigo en Tegueste y Tacoronte. Estos bandos se encontraban además profundamente afectados por una epidemia denominada «modorra guanche», enfermedad de la que mueren muchos de ellos y que los investigadores relacionan con la gripe, la peste, un tipo de tifus o la rabia.
Finalmente, en mayo de 1496, tras una nueva derrota guanche en la segunda batalla de Acentejo y el suicidio del mencey de Taoro, el resto de menceyes de los bandos de guerra rinden sus territorios a los conquistadores en el acto de sumisión conocido como Paz de Los Realejos.
Acabada la conquista, un grupo de cien guanches de Tegueste pidieron ser cristianos. Alonso Fernández de Lugo los atrajo a su campamento y los clérigos del mismo los bautizaron.